# Hydropionea fenestralis
Hydropionea fenestralis is een vlinder uit de familie van de grasmotten (Crambidae). De wetenschappelijke naam van de soort is voor het eerst gepubliceerd in 1914 door William Barnes en James Halliday McDunnough.
De soort komt voor in de Verenigde Staten (Arizona).